# Mercados nocturnos de Taiwán

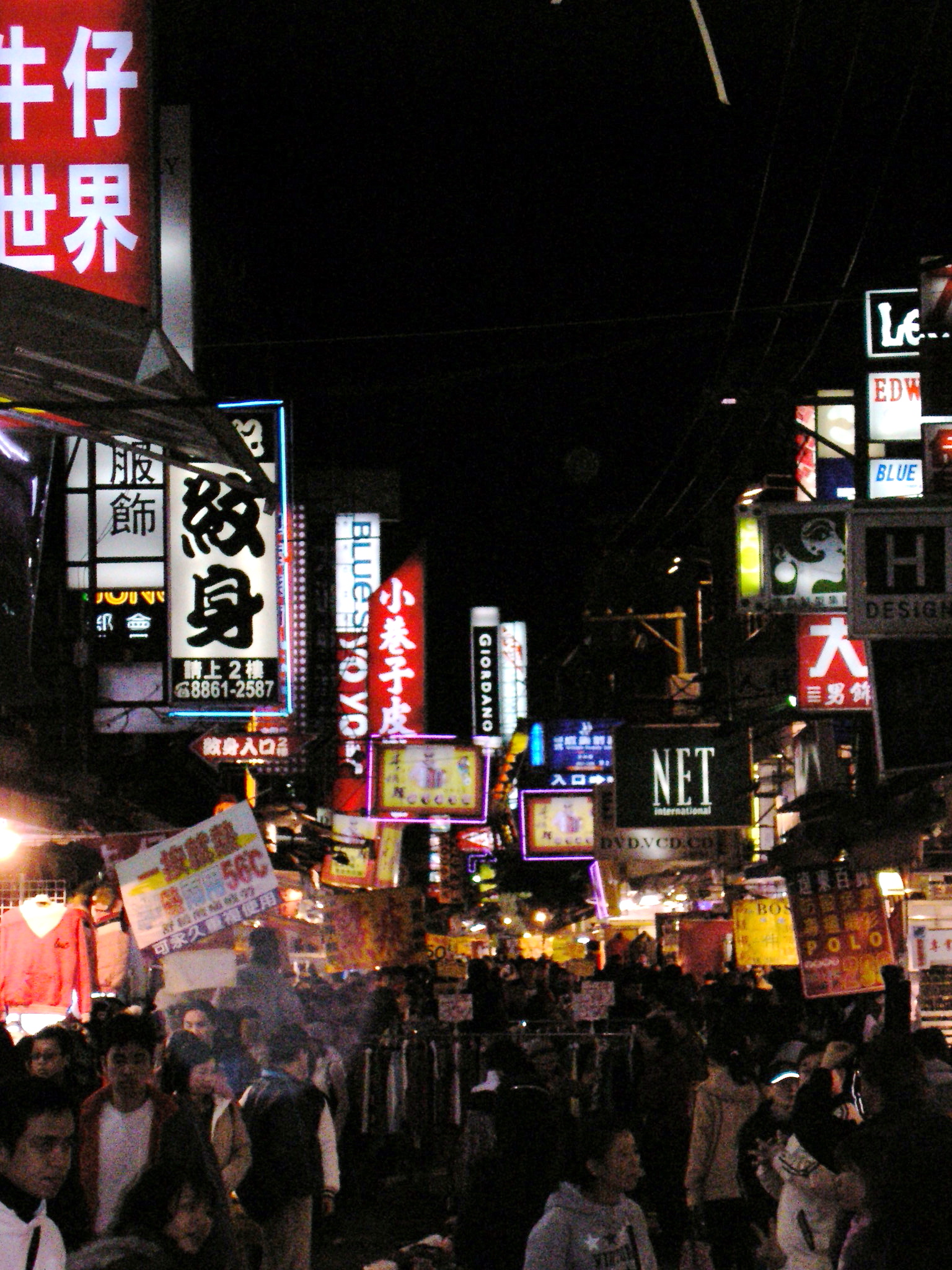
Mercado Nocturno de Shilin, en Shilin (Taipéi).

Los mercados nocturnos de Taiwán son mercados callejeros que funcionan en zonas urbanas o suburbanas de Taiwán. Son parecidos a los existentes en zonas habitadas por los han, como el sureste de Asia. Unos pocos de estos mercados, como el Mercado Nocturno Callejero de Huaxi (o Callejón de la Serpiente) emplean mercados expresamente construidos para ellos, pero la mayoría ocupan aceras adyacentes a las calles o calles completas que durante el día permanecen libres y abiertas al tráfico. Algunos mercados nocturnos en callejones pequeños cuentan con techos retráctiles. La mayoría de estos mercados funcionan diariamente e incluyen una mezcla de puestos de vendedores callejeros de ropa, artículos de consumo, xiaochi (aperitivos o comida rápida) y bebidas especiales. Suelen estar muy concurridos y ser ruidosos, ya que los vendedores vocean la mercancía y cuentan con música emitida por altavoces a gran volumen.
Los mercados nocturnos se han hecho famosos por su oferta de xiaochi, aperitivos servidos de forma similar a las tapas españolas, habitualmente listos para llevar (si bien algunos vendedores cuentan con pequeñas mesas plegables con taburetes).
Aunque algunos de los platos a la venta cambian de un año a otro según las modas, algunas recetas típicas como la tortilla de ostra (蚵仔煎, ô-á-chian), el shawarma de pollo (沙威馬, shāwēimǎ) y el tofu maloliente (臭豆腐, chhàu tāu-hū) perduran. A veces los mercados nocturnos de una ciudad, o incluso uno en particular, se hacen famosos por un tipo concreto de comida. Por ejemplo, Tainan se ha hecho famosa por sus fideos (擔仔麵, tàⁿ-á-mī) y pasteles ataúd (棺材板, guāncáibǎn), panes con forma de ataúd que se vacían y rellenan con carne u otro ingrediente.
Además de la comida, los mercados callejeros también cuentan con otros muchos productos a la venta, como ropa, bolsos, zapatos, baratijas, utensilios de cocina, etcétera. Además, suele haber atracciones de feria para jugar a cambio de unas pocas monedas.

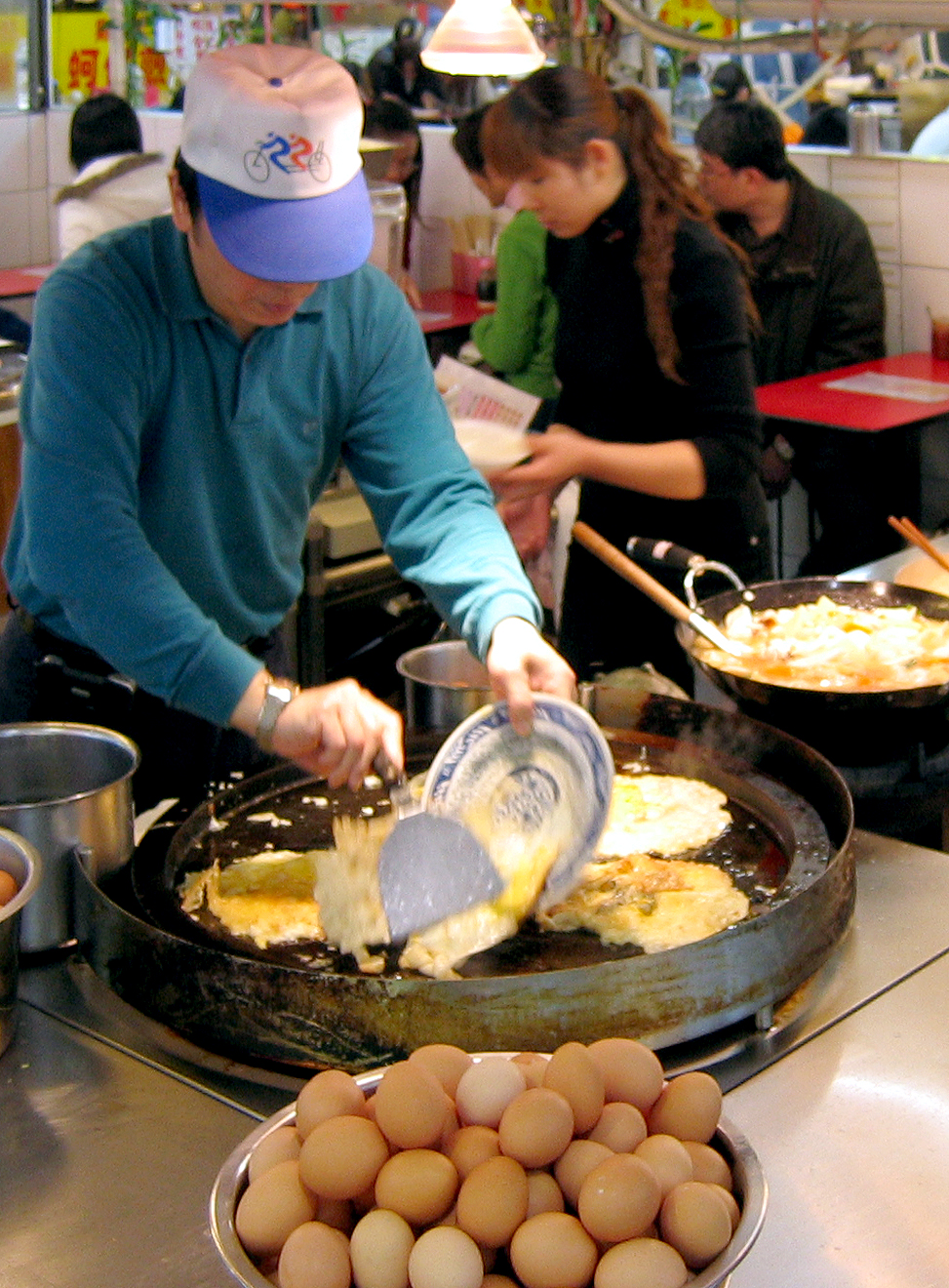
Un vendedor callejero prepara tortilla de ostra en el Mercado Nocturno de Shilin.

Algunos de los mercados nocturnos más famosos de Taiwán son los de Shilin, Rao He y Huaxi en Taipéi, Fengjia en Taichung, Siaobei en Tainan, Liouhe en Kaohsiung, Miaokou (Puerta del Templo) en Keelung y el Mercado Nocturno de Luodong en Yilan.